# Кумановское восстание
Кумановское восстание (серб. Кумановски устанак, макед. Кумановско востание) — восстание сербского народа в начале 1878 года в северной Македонии.
Восстание стало попыткой освободить этот регион от власти Османской империи и объединиться с Княжеством Сербия, которое в то время находилось в состоянии войны с турками.
После освобождения Ниша (декабрь 1877) и Вране (январь 1878) восстание переросло в партизанскую войну.
Повстанцы получали тайную помощь от сербского правительства.
Восстание длилось всего 4 месяца, пока не было подавлено турками.